# Marka strany Gondelupy
Marka strany Gondelupy (Марка страны Гонделупы) è un film del 1977 diretto da Julij Andreevič Fajt.

## Trama
Una volta una studentessa di prima elementare, Petja, aveva un segreto in cui non poteva rivelare alla sua più cara amica: sua madre. La "serie svedese" di francobolli presentata da suo padre è stata incautamente data da Petja a un bambino di quinta elementare in cambio del francobollo del "grande paese pirata di Hondeloupe". Ma i compagni di classe fedeli hanno smascherato l'avventuriero e hanno contribuito a restituire la collezione a un amico.